# Listrac-médoc (AOC)
Pour l’article homonyme, voir Listrac-Médoc.
Le listrac-médoc est un vin rouge français d'appellation d'origine contrôlée produit autour de Listrac-Médoc dans le Médoc, une des subdivisions du vignoble de Bordeaux.
C'est une des appellations communales du vignoble du Médoc, au nord de l'appellation moulis, un peu éloignée de l'estuaire. Ce vignoble couvrait durant la décennie 2000-2010 un total de 635 ha pour une production moyenne de 25 205 hl, soit un rendement moyen de 40 hl/ha.

## Historique
Appartenant au vignoble du Médoc, l'appellation partage son histoire avec ses voisines. Le défrichement et la mise en valeur du Médoc ne datent que des XVIe et XVIIe siècles. Les vins de cette région se font progressivement connaitre et leur renommée franchit les frontières.
L'AOC est officiellement reconnue par le décret du 8 juin 1957. Le cahier des charges a été dernièrement modifié en octobre 2009, en novembre 2011, puis en août 2015 et enfin en novembre 2022.

## Situation

Carte des vignobles du Médoc (au nord) et des Graves (au sud) de part et d'autre de l'agglomération bordelaise, montrant les différentes aires d'appellation. Celle du listrac-médoc est en bleu foncé.

### Aire géographique
L'AOC est circonscrite aux limites de la commune de Listrac-Médoc. Le vignoble est situé un peu en retrait de la Gironde.

### Géologie et orographie
Le vignoble est établi sur des croupes graveleuses. Cette formation rocheuse est issue de dépôts sédimentaires du Quaternaire qui surmontent une roche mère de sables et limons des Landes de Gascogne. Ces graves viennent de l'érosion des Pyrénées et du Massif central. Elles sont constituées de sables et graviers mêlés d'argile,. C'est une roche où l'eau est bien drainée et relativement pauvre. La vigne doit ainsi plonger ses racines en profondeur pour y puiser ses nutriments ; c'est un des aspects de la qualité de ce vignoble.

### Climatologie
Le climat est typiquement océanique tempéré comme le montrent les moyennes de la station Météo-France de Mérignac. (voir la  climatologie du vignoble du Médoc)

## Le vignoble

### Encépagement
Les cépages recommandés sont : Cabernet franc N, cabernet sauvignon N, carménère N, côt N, merlot N et petit verdot N.
Dans les faits, les deux cabernets et le merlot représentent la grande majorité de l'encépagement. Le cabernet sauvignon N est particulièrement qualitatif sur ce terrain. Il y donne des vins très puissants, rouge sombre à la capacité de garde très importante. Le cabernet franc N apporte de la complexité à l'assemblage avec des arômes fruités. Le merlot N contribue en assouplissant le vin, le rendant plus flatteur jeune. Les autres cépages sont choisis pour apporter un petit plus au niveau structure tannique ou complexité aromatique.

### Pratiques viticoles
La densité de plantation est de 7 000 pieds par hectare au minimum. L'écartement entre rangs ne doit pas dépasser 1,5 mètre ni être inférieur à 0,8 mètre entre pieds dans le rang.
La taille de la vigne doit obligatoirement être faite avant le stade de développement des premières feuilles étalées. Elle peut être en Guyot ou en cordon de Royat (localement appelées respectivement taille à astes et à cot). La charge en raisin est limitée à 9 500 kg par hectare, soit une limite de 12 grappes par cep pour le petit verdot en taille en cordon et éventail et 10 grappes pour les autres cas.
Les parcelles sont entretenues par le vigneron. L'herbe est coupée court ou traitée aux herbicides pour éviter un maintien de l'humidité au niveau des grappes. Le feuillage est traité contre les maladies cryptogamiques (mildiou, oïdium, excoriose...). Les vignes à l'état d'abandon n'ont pas le droit à l'appellation.
Afin de préserver un terroir particulier, les modifications du relief, en particulier celle des strates pédologiques, entraînent le retrait de la zone d'appellation de la parcelle de terrain.

### Récolte
La récolte peut être manuelle avec tri de la vendange ou effectuée à l'aide d'une machine à vendanger. Le transport du raisin se fait en benne à vendange jusqu'au chai. Le raisin est considéré à bonne maturité à partir du moment où le raisin présente une richesse en sucre d'au moins 189 grammes par litre pour le merlot et 180 grammes par litre pour les autres cépages. Une fois vinifié, le vin doit présenter un degré alcoométrique minimum de 11 % de volume.
Le rendement est limité par le cahier des charges à un maximum de 57 hectolitres par hectare, avec la possibilité de monter jusqu'au rendement butoir de 63 hl/ha (soit les mêmes limites que pour produire le moulis, le saint-estèphe, le margaux, le saint-julien et le pauillac).
Les rendements moyens déclarés ont été, pour l'ensemble de l'appellation :
| Année | Superficie (ha) | Production (hl) | Rendement (hl/ha) |
| ----- | --------------- | --------------- | ----------------- |
| 2017  | 368             | 11 325          | 30                |
| 2018  | 416             | 16 405          | 39                |
| 2019  | 351             | 13 669          | 38                |
| 2020  | 353             | 10 610          | 30                |
| 2021  | 332             | 9 183           | 28                |
| 2022  | 356             | 11 374          | 32                |
| 2023  | 319             | 8 988           | 28                |
| 2024  | 259             | 5 215           | 20                |

## Vins

### Vinification
À la réception du raisin au chai, le raisin peut ou non passer par l'éraflage et le foulage avant d'être mis en cuve. La fermentation alcoolique se déroule sous l'action des levures naturelles du raisin ou avec des levures du commerce introduites lors du levurage. Le contrôle de la température de la vendange permet de piloter la fermentation et d'extraire au mieux le potentiel en couleur et tannins contenu dans la pellicule du raisin.
L'utilisation de benne à vendange autovidante avec pompe à pelette et celle de pressoirs de type continu est interdite. Le vin peut être enrichi par chaptalisation ou concentration du moût ; dans ce dernier cas, le volume soustrait ne peut dépasser 15 % du volume total. Le vin enrichi ne doit pas dépasser 13 % de volume, mais en année exceptionnelle, le degré peut être supérieur s'il est naturel (issu du seul sucre des raisins).
.
La macération de la vendange dure de deux à quatre semaines. Ensuite, le vin est écoulé et le marc de raisin est pressuré. Le vin de presse peut être assemblé si ses qualités le justifient. C'est à ce stade que se passe l'assemblage entre les cépages de l'appellation. Aucune règle de proportion n'est imposée par le cahier des charges de l'appellation.
Le vin est ensuite mis en cuve ou en barrique dans une cave à l'abri des brusques changement de température. Là, le vin va vieillir lentement, juste troublé tous les trois mois environ par un soutirage destiné à apporter un peu d'oxygène nécessaire à son évolution et pour enlever les lies. Il doit être élevé au moins jusqu'au 31 août de l'année qui suit la récolte. La commercialisation n'est donc autorisée qu'à partir du lendemain premier septembre.

### Normes analytiques
Le taux d'acide malique doit être inférieur à 0,2 gramme par litre avant commercialisation (la fermentation malolactique doit avoir eu lieu). La quantité de sucres fermentescibles doit être inférieure à 3 grammes par litre (la fermentation alcoolique doit être achevée). L'acidité volatile doit être inférieure à 12,25 milliéquivalents si le vin est conditionné avant le 1er octobre suivant la récolte. Si le vin est conditionné plus tard, l'acidité volatile peut atteindre 16,33 milliéquivalents. Le taux de SO2 (sulfite) est limité à 140 milligrammes par litre.

### Gastronomie
Le listrac-médoc est un vin rouge sombre ; sa couleur pourpre se teinte de nuances acajou en vieillissant. 
Les arômes typiques sont le plus souvent fruités (cassis, mûre, prune), épicés (vanille) ou empyreumatiques (caramel, toasté). 
En bouche, la présence tannique demande une certaine évolution, variable selon les millésimes de trois à plus de dix ans. Ce vin est puissant et généreux.
C'est un vin rouge qui se marie très bien avec les viandes rouges. Selon Pierre Casamayor, « leurs protéines amabilisent les tanins les plus virils ».

### Hiérarchie des prix
Le prix de vente des vignes ayant droit à l'appellation listrac est officiellement en 2023 de 40 000 euros l'hectare en moyenne (variant entre 20 000 et 60 000 €), ce qui est proche des prix pour l'appellation régionale médoc qui sont à 25 000 € (de 15 000 à 50 000 €), ou de ceux pour du haut-médoc à 50 000 € (de 30 000 à 140 000 €). Pour les autres appellations communales, les prix s'envolent : 70 000 € pour du moulis (de 40 à 90 000), 500 000 € pour du saint-estèphe (de 300 000 à 1,2 million), 1,5 million pour du margaux (de 1 à 2,5), 1,8 pour du saint-julien (de 1,2 à 2) et 3 millions d'€/ha pour du pauillac (2,2 jusqu'à 4,5, des prix qu'on ne retrouve que pour du pomerol ou quelques grands crus bourguignons). On est loin du prix pour un hectare de l'appellation générique bordeaux rouge à 9 000 €/ha (de 4 000 à 17 000) ou de la terre agricole en Gironde qui est à une moyenne de 7 590 €/ha.
Pour une comparaison entre les appellations, on peut aussi prendre les prix pratiqués en vrac (en € pour une tonneau de 900 litres) officiellement pour le calcul des fermages en 2023, qui fournissent une hiérarchie :
- 833,5 € (92,5 €/hl) pour du bordeaux rouge ;
- 1 329,5 € (147.5 €/hl) pour du médoc ;
- 1 588,5 € (176.5 €/hl) pour du haut-médoc ;
- 1 812,5 € (201.5 €/hl) pour du listrac ou du moulis ;
- 5 278,5 € (586.5 €/hl) pour du saint-estèphe ;
- 8 933 € (992.5 €/hl) pour du margaux ;
- 7 648 € (850 €/hl) pour du saint-julien ;
- 9 304 € (1 034 €/hl) pour du pauillac.

Les prix dans le commerce sont évidemment bien plus élevés, variant considérablement en fonction du nom du producteur.

### Classements
Sept producteurs de listrac ont été sélectionnés dans le classement 2025 des crus bourgeois :
- Château Capdet ;
- Château Donissan ;
- Château Lafon ;
- Château Lalande ;
- Château Liouner ;
- Château Reverdi (cru bourgeois exceptionnel) ;
- Château Sémeillan Mazeau.

S'y rajoute un producteur classé en cru artisan :
- Château Dacher de Delmonte.